# أنابيل لوبيز أوتشوا
أنابيل لوبيز أوتشوا هي مصممة رقص بلجيكية، ولدت في 30 أبريل 1973 في لوفان في بلجيكا.